# Stazione di Milano Certosa
La stazione di Milano Certosa è una stazione ferroviaria di Milano ubicata sul tronco comune alle linee Domodossola-Milano e Torino-Milano, nonché origine della linea di cintura e del passante ferroviario.
Si trova nella zona nordoccidentale della città, nel quartiere Musocco, sul confine con Quarto Oggiaro, e prende il nome dalla Certosa di Garegnano.

## Storia
La stazione fu attivata nel 1858 come parte della linea per Torino; tale circostanza la rende la più antica tra le 24 stazioni del nodo di Milano in esercizio (ma non la più antica ancora operativa nelle sue forme originarie, primato che spetta invece alla stazione di Porta Genova, del 1870). Originariamente portava il nome di Musocco, mutato nel 1932 nel nome attuale.
Fu completamente ricostruita a partire dagli anni ottanta. Originariamente si prevedeva che assumesse il ruolo di "stazione porta", con interscambio fra linee suburbane, regionali e ad alta velocità. Attualmente le previsioni sono mutate e questo ruolo è passato alla nuova fermata di Rho Fiera. Il progetto di ristrutturazione è stato affidato all'architetto e urbanista italiano Angelo Mangiarotti, che si è occupato anche dell'ammodernamento della stazione di Milano Rogoredo nello stesso anno (1982).
Il 30 maggio 1999 la stazione divenne capolinea del passante ferroviario di Milano; il successivo 19 settembre venne attivato il nuovo fabbricato viaggiatori.

## Strutture e impianti

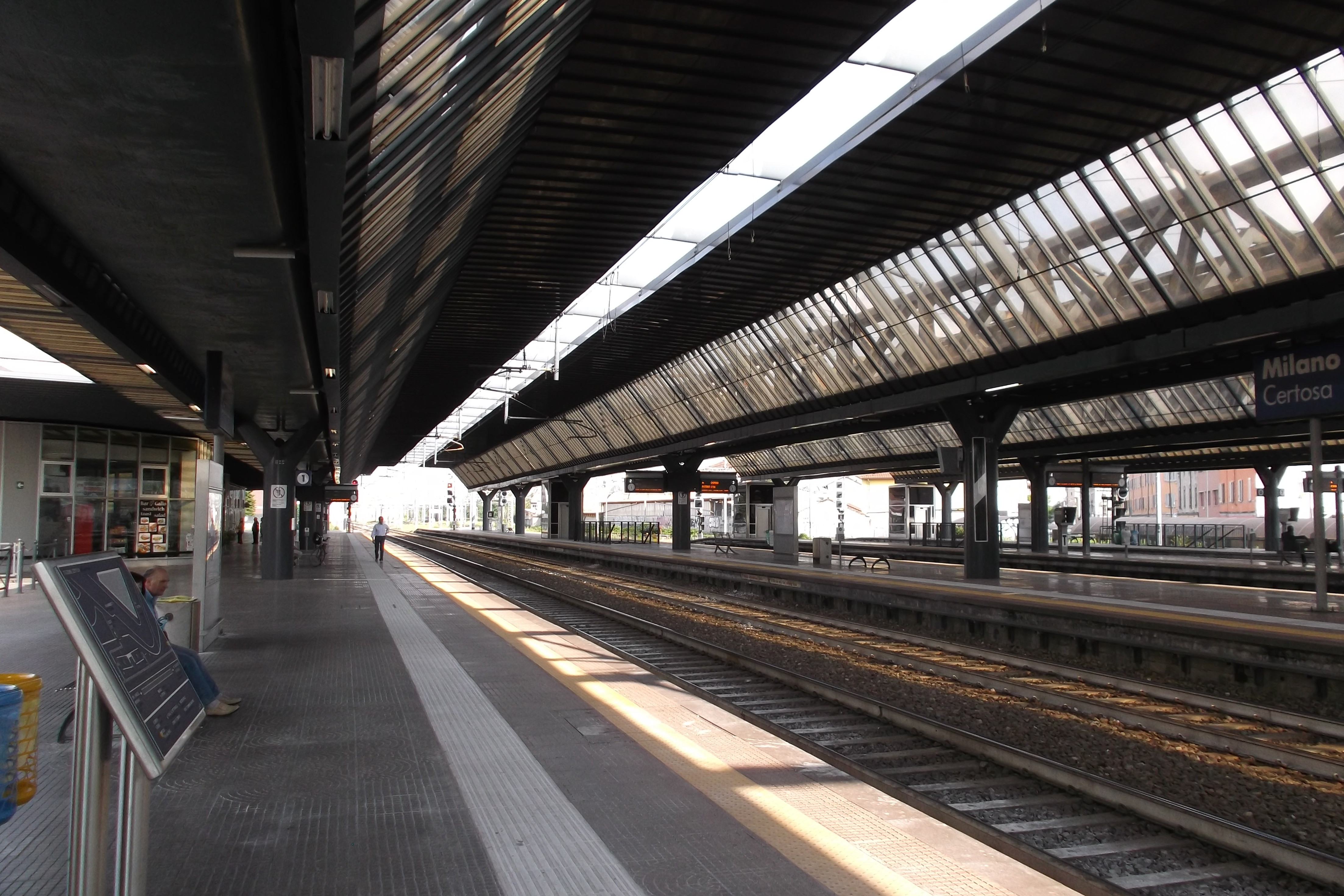
Le banchine della stazione di Milano Certosa

Si tratta di una stazione di superficie a sette binari passanti, di cui soltanto cinque vengono utilizzati per la fermata dei treni, coperti da pensiline e collegati mediante sottopassi pedonali.
Provenendo da Rho, Certosa è la prima stazione a trovarsi nel territorio comunale di Milano.
Fino all'anno 2015 era presente, nelle adiacenze dell'ex magazzino e della gestione merci, un terminal di "Terminali Italia" - gruppo RFI - dotato di 4 binari, lunghi complessivamente 1.200 metri, dedicato ai collegamenti intermodali giornalieri con Singen.
A ovest della stazione è collegato l'IDP di Milano Fiorenza, uno dei più grandi centri polifunzionali d'Italia, costruito negli anni 1990. Dedicato inizialmente ai treni AV e a lunga percorrenza di Trenitalia, è passato nel 2011 a Trenord, che ne ha fatto la principale base della manutenzione dei propri convogli regionali e suburbani.
Ha un'area complessiva di 450 000 metri quadrati; 53.300 m² di capannoni; 33 chilometri di binari; 340 addetti e una capacità di manutenzione e pulizia fino a 140 treni completi ogni settimana.

## Movimento
La stazione è servita dalle linee S5 (Varese-Pioltello Limito-Treviglio), S6 (Novara-Pioltello Limito-Treviglio) ed S11 (Chiasso-Milano Porta Garibaldi-Rho) del servizio ferroviario suburbano di Milano. Le linee S5 ed S6 vi fermano tutti i giorni a frequenza semioraria, mentre la linea S11 vi ferma solo nei giorni lavorativi a frequenza oraria, in quanto tutte le corse S11 dei giorni non lavorativi e la metà di quelle dei giorni lavorativi sono limitate alla stazione di Milano Porta Garibaldi. Lo scalo è altresì capolinea di alcuni servizi regionali.

## Servizi
La stazione è classificata da RFI nella categoria "Gold".
Le banchine a servizio dei binari sono collegate tra loro tramite un sottopassaggio pedonale e sono accessibili ai portatori di disabilità grazie a degli ascensori. L'area dedicata al traffico passeggeri è dotata di un impianto di videosorveglianza.
Lo scalo dispone dei seguenti servizi:
- Biglietteria automatica
- Bar

## Interscambi
Nelle immediate vicinanze della stazione effettuano fermata alcune linee urbane, tranviarie ed automobilistiche, gestite da ATM.
È presente altresì un capolinea tranviario di recente realizzazione, attualmente non in funzione.
- Fermata tram (Certosa FS, linee 1 e 12)
- Fermata autobus